# Doug Jones (político)
Gordon Douglas Jones (Fairfield, 4 de maio de 1954) é um advogado e político estadunidense. Ex-procurador federal e integrante do Partido Democrata, foi eleito Senador dos Estados Unidos pelo Alabama em dezembro de 2017, assumindo o cargo em janeiro de 2018. Foi derrotado, em 2021, por Tommy Tuberville, quando buscava a reeleição.
Jones serviu como procurador dos Estados Unidos para o Distrito Norte do Alabama de 1997 a 2001. Na função, processou os dois principais criminosos ainda vivos do Ku Klux Klan responsáveis pelo atentado a uma igreja em 1963 que matou quatro garotas afro-americanas e também levou a justiça uma acusação contra o responsável pelo atentado ao Parque Olímpico de Atlanta.
Jones foi o candidato democrata na eleição especial do Senado dos EUA de 2017 para preencher o cargo vago desde que Jeff Sessions se tornara procurador-geral dos EUA. Os resultados eleitorais confirmados em 13 de dezembro de 2017 mostraram que ele derrotou o candidato republicano Roy Moore por uma margem de 1,5% do eleitorado. Jones é o primeiro democrata a ganhar uma eleição para o Senado dos Estados Unidos no Alabama desde Richard Shelby, eleito como democrata em 1986 e 1992, porém filiado ao Partido Republicano desde 1994.